# Ringsted (Iowa)
Ringsted és una població dels Estats Units a l'estat d'Iowa. Segons el cens del 2000 tenia 436 habitants.

## Demografia
Segons el cens del 2000, Ringsted tenia 436 habitants, 208 habitatges, i 120 famílies. La densitat de població era de 155,9 habitants/km².
Dels 208 habitatges en un 23,1% hi vivien nens de menys de 18 anys, en un 45,2% hi vivien parelles casades, en un 9,6% dones solteres, i en un 42,3% no eren unitats familiars. En el 40,9% dels habitatges hi vivien persones soles el 23,1% de les quals corresponia a persones de 65 anys o més que vivien soles. El nombre mitjà de persones vivint en cada habitatge era de 2,1 i el nombre mitjà de persones que vivien en cada família era de 2,82.
Per edats la població es repartia de la següent manera: un 21,6% tenia menys de 18 anys, un 8% entre 18 i 24, un 21,8% entre 25 i 44, un 23,4% de 45 a 60 i un 25,2% 65 anys o més.
L'edat mediana era de 44 anys. Per cada 100 dones de 18 o més anys hi havia 94,3 homes.
La renda mediana per habitatge era de 24.286 $ i la renda mediana per família de 36.875 $. Els homes tenien una renda mediana de 23.958 $ mentre que les dones 17.250 $. La renda per capita de la població era de 16.375 $. Entorn del 7,3% de les famílies i el 7,1% de la població estaven per davall del llindar de pobresa.

## Poblacions més properes
El següent diagrama mostra les poblacions més properes.